# عادل مقديش
عادل مقديش ولد عام 1949،  و هو رسام وخطاط تونسي تحديدا من مدينة صفاقس.

## مسيرته
تلقى عادل مقديش تكوينه بمدرسة الفنون الجميلة بتونس، وأقام بمدينة الفنون بباريس سنة 1977، كما أنه درّس بالرباط ثم بعد عودته إلى تونس درّس بمدرسة الفنون الجميلة بتونس، وبالمعهد العالي للفن المسرحي بتونس.

## أعماله
بدأ عادل مقديش بإنتاج أعمال تجريدية ثم جنح إلى الرسم السريالي. وهو يرسم على أوعية مختلفة من الخشب إلى القماش إلى البردي. ويسيطر على أعماله فنّ الخطّ.

## جوائز
حصل عادل مقديش على الجائزة الكبرى لمدينة تونس سنة 1982، والجائزة الوطنية للفنون والآداب سنة 1997. كما أنه حصل على الصنف الثالث من وسام الاستحقاق الثقافي سنة 1993، ثمّ الصنف الرابع من وسام الجمهورية سنة 1996.
1. 1 2 3 4   https://www.leaders.com.tn/article/33047-le-parcours-de-adel-megdiche. {{استشهاد ويب}}: |url= بحاجة لعنوان (مساعدة) والوسيط |title= غير موجود أو فارغ (من ويكي بيانات) (مساعدة)
2. 1 2 3   http://kapitalis.com/tunisie/2022/01/27/deces-de-lartiste-peintre-adel-megdiche/. {{استشهاد ويب}}: |url= بحاجة لعنوان (مساعدة) والوسيط |title= غير موجود أو فارغ (من ويكي بيانات) (مساعدة)